# Pajzsmirigyemelő izom

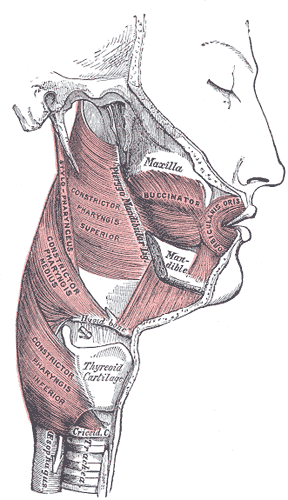
A pajzsmirigyporc és néhány nyaki izom (nem áll rendelkezésre olyan kép, amin látni lehetne a pajzsmirigyemelő izmot)

A pajzsmirigyemelő izom (latinul musculus levator glandulae thyroideae) egy izom az ember nyakában a pajzsmirigyénél.

## Eredés
Két részről ered: az alsó a isthmus glandula thyreoidea, a felső a nyelvcsontról (os hyoideum)

## Funkció
Emeli a pajzsmirigyet.

## Egyéb
Ez az izom néha hiányzik.